# Lotononis maroccana
Lotononis maroccana är en ärtväxtart som beskrevs av John Ball. Lotononis maroccana ingår i släktet Lotononis och familjen ärtväxter. Inga underarter finns listade i Catalogue of Life.